# 帕耶 (滨海夏朗德省)
帕耶（法語：Paillé，法語發音：[paje] ⓘ）是法国滨海夏朗德省的一个市镇，位于该省东部，属于圣让当热利区。

## 地理
帕耶（45°59'22"N, 0°23'36"W）面积12.44 平方千米，位于法国新阿基坦大区滨海夏朗德省，该省份为法国西部滨海省份，北起旺代省，西临大西洋，南至吉倫特省，东南接多爾多涅省，东北接德塞夫勒省接壤，东临夏朗德省。
与帕耶接壤的市镇（或旧市镇、城区）包括：欧奈、谢博尼耶尔、莱塞格利斯-达让特伊、圣皮埃尔德瑞耶、里沃德布托讷。

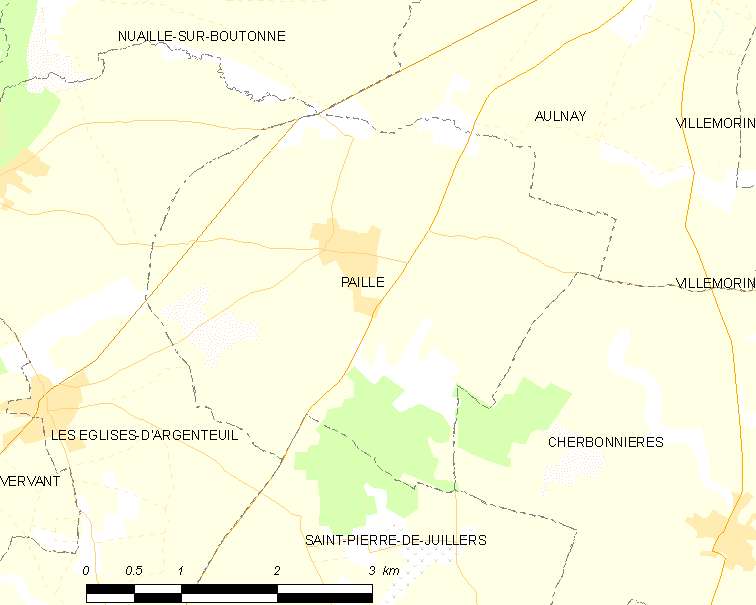
的OSM定位图

帕耶的时区为UTC+01:00、UTC+02:00（夏令时）。

## 行政
帕耶的邮政编码为17470，INSEE市镇编码为17271。

## 政治
帕耶所属的省级选区为马塔县。

## 人口

1962-2008年间人口变化图示

帕耶于2022年1月1日时的人口数量为327人。